# Polygrammodes biangulalis
Polygrammodes biangulalis là một loài bướm đêm trong họ Crambidae.